# Faculdade de Medicina de Marília
A Faculdade de Medicina de Marília (FAMEMA) é uma das Faculdades de Medicina Públicas do estado de São Paulo, localiza-se na região Sul de Marília, região centro-oeste do Estado de São Paulo (também conhecida como Alta Paulista), a cerca de 450 km da capital. A FAMEMA oferece gratuitamente os cursos de Medicina e Enfermagem.

## Histórico
A FAMEMA foi criada pela Lei Estadual nº 9236, de 19 de janeiro de 1966, pelo então governador Adhemar de Barros (projeto de lei de autoria do deputado Diogo Nomura), atendendo antiga reivindicação da prefeitura e da população local. Ela foi viabilizada a partir de um convênio entre a Santa Casa de Misericórdia de São Paulo com a Santa Casa de Marília, na qual o provedor de ambas as Santas Casas foi o Dr. Cristhiano Altenfelder Silva, a Santa Casa de São Paulo daria suporte técnico e a Santa Casa de Marília seria o local das primeiras atividades até a adequação do recém construido Hospital das Clínicas de Marília. A instituição surgiu como instituto isolado de ensino superior, inicialmente com um Curso de Medicina de 60 vagas, sendo aumentado posteriormente para 80 vagas anuais a partir de 1975 para cada uma das seis séries. Seu funcionamento só foi autorizado um ano depois, em 30 de janeiro de 1967, como Instituição Pública Municipal, depois de ter sido constituída uma entidade mantenedora - Fundação Municipal de Ensino Superior de Marília (FUMES), criada pela Lei Municipal nº 1371, de 22 de dezembro de 1966, de autoria do prefeito Armando Biava. No momento de sua criação, a Famema era a décima Faculdade de Medicina instalada no Estado de São Paulo e a quadragésima sétima no país. 
O Curso de Enfermagem foi criado em 1981, sendo autorizado e implementado pelo Decreto Federal nº 85.547/81. Foi também reconhecido pela portaria MEC 365/89, e oferece atualmente 40 vagas anuais para cada uma das quatro séries.
A FAMEMA foi escolhida, em 1992, pela Fundação W.K.Kellogg, para receber apoio técnico e financeiro para o desenvolvimento de um
projeto baseado na parceria entre a academia, os serviços de saúde e a comunidade. Este projeto chamado UNI - Uma Nova Iniciativa na formação de profissionais de saúde tem apoiado o desenvolvimento curricular dos Cursos de Medicina e Enfermagem e possibilitado a construção de um novo projeto educacional. Em 1997 foi a primeira Faculdade de Medicina no Brasil a adotar Metodologias ativas exclusivamente em seu currículo, sendo o Aprendizado Baseado em Problemas (ABP ou do Inglês, Problem Based Learning - PBL) e a Problematização. O ensino deixou então de ser centrado no professor, passando a ser centrado no aluno e voltado para a comunidade. Devido a metodologia, o aluno passa a estagiar nos serviços de saúde desde o primeiro ano, sendo até o final do curso, tanto de medicina quanto de enfermagem, passando em estágios curriculares em todos os níveis de complexidade do sistema de saúde.
Em 1994, a FAMEMA foi estadualizada e o Governo do Estado de São Paulo, em cumprimento à Lei Estadual nº 8898, de 27.09.1994, criou a autarquia Faculdade de Medicina de Marília. A estadualização tem possibilitado a reorganização institucional e a superação da crise econômico-financeira enfrentada pela mesma desde o início dos anos 90
Atualmente, a FAMEMA é uma autarquia do Governo do Estado de São Paulo, inicialmente ligada Secretaria de Ensino Superior. Anteriormente ligada à Secretaria de Ciência, Tecnologia e Desenvolvimento Econômico e Turismo.
Em 2007 tentou se vincular a Famema como uma Faculdade ligada a Universidade Estadual Paulista Julio de Mesquita Filho (UNESP), porém não foi aprovada no Conselho Universitário da UNESP. 
Em 2014 houve uma nova tentativa de vincular a Famema numa universidade estadual paulista, porém nenhuma universidade (USP, UNESP e UNICAMP) assumiriam a FAMEMA ligada ao seu complexo hospitalar. 
Em 2015 foi aprovado na Assembléia Legislativa do Estado de São Paulo (ALESP) a criação da Autarquia Hospital das Clínicas da Faculdade de Medicina de Marília (HC - Famema), esta vinculada juridicamente a Secretaria de Estado da Saúde, separando a administração da Academia com a Assistência.
A FAMEMA oferece, anualmente, 80 vagas para o curso de Medicina, com duração de 6 anos e 40 vagas para o curso de Enfermagem, com duração de 4 anos. A relação candidato/vaga foi de 181,7 para Medicina e 4,3 para Enfermagem em 2018.
O corpo docente da Instituição conta com 289 profissionais (207 docentes e 82 assistentes de ensino), com a seguinte titulação: 120 especialistas, 74 mestres, 85 doutores, 08 pós-doutores e 02 livre-docentes.

## Complexo HC-FAMEMA
O Complexo Hospital das Clínicas da Faculdade de Medicina de Marília reúne os Hospitais de Ensino, Ambulatórios. Subdividindo-se em:
- Hospital das Clínicas de Marília Unidade I (Clínico-Cirúrgico)
- Hospital das Clínicas de Marília Unidade II (Materno-Infantil)
- Hospital das Clínicas de Marília Unidade III (São Francisco)
- Hemocentro
- Ambulatório de Especialidades Governador Mário Covas
- Instituto de Olhos de Marília
- Oncoclínica
- Centro de Reabilitação Lucy Montoro - Unidade Marília

## Hospital das Clínicas Unidade I (Clínico-Cirúrgico)
Era uma aspiração das autoridades locais a construção de um hospital com capacidade para atender a população de Marília e região. E em 1957, quando Jânio Quadros governava o Estado, iniciaram-se as obras do HC, cuja planta previa cinco pavimentos, além da área térrea e subsolo. Estava previsto que o andar superior abrigaria os setores de cirurgia, obstetrícia e esterilização de materiais.
Atualmente, é um hospital de alta complexidade, que dispõe de 164 leitos para atendimento pelo SUS.
O "HC" está atualmente em reforma e ampliação da sua estrutura física. Está para ser inaugurado uma nova ala, um prédio novo com lavanderia e para abrigar a nova Central de Materiais Estereis, novo setor de Radiologia e Diagnostico por Imagem.
No mesmo terreno, abriga a Oncoclínica e o Centro de Reabilitação Lucy Montoro.

## Hospital das Clínicas Unidade II (Materno-Infantil)
A Unidade Materno Infantil do Hospital das Clínicas – HC II, Unidade do complexo HC - Famema, bem como suas outras unidades integra a Rede de Atenção à Saúde da área de abrangência da Diretoria Regional de Saúde de Marília – DRS IX, compreendendo 62 municípios que totalizam uma população de 1.096.347 habitantes. Na área de Atenção à Saúde da Criança presta cuidado ambulatorial e de internação clínico-cirúrgica, incluindo ações de Terapia Intensiva a neonatos e crianças até 14 anos. 
Possui capacidade operacional de 105 leitos, atendendo 78 leitos de internação pelo SUS , nas especialidade de Pediatria Clínica, Cirurgia Pediátrica, Ginecologia e Obstetrícia e Unidade de Terapia Intensiva Neonatal e Pediátrica. 
Recentemente, em uma pesquisa da Secretaria da Saúde do Estado de São Paulo, a unidade materno-infantil do Hospital das Clínicas de Marília ficou em terceiro lugar no ranking dos 10 melhores hospitais públicos do Estado, com nota 9,342, na avaliação dos usuários do Sistema Único de Saúde(SUS). 

## Hospital das Clínicas Unidade III (Hospital São Francisco)
A Direção Geral da Famema assinou a escritura do prédio do antigo Hospital São Francisco no dia 21 de agosto de 2009, em São Paulo. O imóvel foi adquirido pelo governo estadual por R$ 3,4 milhões junto às Irmãs Franciscanas Alcantarinas. Foram promovidas reformas e adequações na estrutura física, a área construída do HC III é de 4.710 metros quadrados.
O HC III funciona como hospital de atenção secundária e atende casos clínico-cirúrgicos de média complexidade, também reduzindo a fila de espera para cirurgias eletivas existente hoje por falta de leitos no HC I. Dispõe de 78 leitos de internação para os usuários do SUS.

## Hemocentro
O Hemocentro é onde centraliza boa parte das análises clínicas patológicas, sendo também de referencia e excelência.
No hemocentro também são os ambulatórios da Hematologia.

## Ambulatório de Especialidades Governador Mário Covas
Prédio de Ambulatório das especialidades clínico-cirúrgico que atende e acompanha os casos de média e alta complexidade da região de abrangência da Diretoria Regional de Saúde de Marília – DRS IX, compreendendo 62 municípios.

## Ambulatório de Pediatria e CAPS-AD
Antigo NGA ou "Postão da Santo Antônio" abriga o ambulatório das especialidades pediatricas e o Centro de Atenção Psicossocial para dependentes de Álcool e Drogas.

## Encampação
Desde a época da estadualização da instituição em 1994 já se discutia a possibilidade da FAMEMA ser incorporada a uma das três grandes universidades públicas estaduais paulistas.
Em 2006 o então Governador Geraldo Alckmin acenou positivamente para a encampação da FAMEMA pela UNESP. Um processo semelhante desenvolveu-se na FAMERP (Faculdade de Medicina de São José do Rio Preto), que discutia a incorporação desta instituição pela UNICAMP.
As duas faculdades continuam funcionando como institutos isolados de ensino mantidos pelo governo do Estado, com dificuldades para obter verbas para pesquisas e projetos para investimentos em equipamentos e tecnologia. Com a encampação, as duas instituições ficariam mais fortalecidas.
Em 2007 no inicio da gestão o governador José Serra criou a Secretaria de Ensino Superior, que estabelece vinculo das três grandes universidades estaduais paulistas (USP, UNESP e UNICAMP), as duas faculdades isoladas (FAMEMA e FAMERP) e o Memorial da América Latina ao Governo do Estado para fins administrativos.
No início de 2013 a encampação parece mais próxima, com a criação da autarquia que separa o Hospital das Clínicas da Faculdade, etapa fundamental para uma possível incorporação. A decisão sobre a universidade receptora, de acordo com o diretor da FAMEMA, ainda não foi tomada, cabendo ao Governador Geraldo Alckmin.

## Métodos ativos
Há mais de dez anos a Famema desenvolve o método de Aprendizagem Baseada em Problemas (ABP) e Problematização, que ensina o aluno na prática desde o primeiro ano e estimula a pesquisa e o acesso aos mecanismos que levam ao conhecimento.
Hoje, muitos cursos de Medicina aderiram ao ABP a partir dos resultados alcançados pelas Instituições que o adotaram, sempre com a preocupação de formar um profissional mais crítico e reflexivo.